# Насыщенное описание
Насыщенное описание (англ. Thick description) — термин, использованный американским антропологом Клиффордом Гирцом (1926—2006) в книге «Интерпретация культур» (The Interpretation of Cultures, 1973) для описания своего этнографического метода. С тех пор термин и метод, который он представляет, получили широкое распространение не только в общественных науках, но и, например, в литературной теории, известной как «Новый историзм».
В своём эссе «„Насыщенное описание“: в поисках интерпретативной теории культуры» (1973) Гирц поясняет, что позаимствовал эту концепцию из философских трудов Гилберта Райла (1900—1976), а именно из «What is Le Penseur Doing?» (1968), в которой автор выработал методологические основы этнографии, а также качественное, зрительное, звуковое и письменное фиксирование культурных явлений.

## Культура как текст
К. Гирц отстаивает точку зрения, что «культура соткана из паутины значений, созданных самим человеком». Значений, которые человек придаёт своим действиям и самому себе. Таким образом, для изучения культуры, этнография должна заниматься анализом, интерпретацией и поиском смысла, заключённого в действиях, обрядах, работе человека, а не просто фиксировать и описывать факты.
В последней главе книги «Интерпретация культур» (The Interpretation of Cultures) под названием «Глубокая игра: заметки о петушиных боях у балийцев» (Deep play: Notes on the Balinese Cockfight, стр. 390) Гирц утверждает, что вопрос, который задаёт аналитик из области «социальной семантики». Из него вытекает следующий: «что возможно узнать о социологических принципах, если рассматривать культуру как собрание текстов?» (стр. 508). Гирц отмечает, что расширение понятия «текст», несмотря на метафоричность понятия, за пределы письменного или устного материала, не ново. Средневековая традиция прочтения природы как Священного Писания, которая достигла кульминации в работах Спинозы, ницшеанское стремление толковать системы ценностей как комментарии к феномену, фрейдистское истолкование сновидений через призму более понятных текстов бессознательного — всё это даёт различные прецеденты. Теоретически идея пока не развита. Однако следует вывод, что культурные формы можно рассматривать как тексты (стр. 508).
Гирц рассматривает свой объект изучения, а именно петушиные бои, как текст и утверждает, что это позволяет вывести главный смысл этого явления, который оказывается скрытым, если рассматривать бои как обряд или развлечение. Этим смыслом является задействование эмоций в познавательных целях. Отсюда следует важное практическое определение культуры как текста:

То, что петушиные бои говорят, они говорят на языке чувств — на языке трепета риска, отчаяния поражения, радости победы. И все же они говорят не просто о том, что риск волнует, поражение удручает, а триумф вознаграждает (банальные тавтологии), но о том, что именно с помощью этих эмоций — поставляющих, таким образом, своего рода наглядный пример — строится общество и индивиды соединяются воедино. Посещение петушиных боев и участие в них — это для балийцев своего рода воспитание чувств.

## Сети смыслов
Согласно Гирцу, антрополог должен рассматривать тот или иной феномен через призму значений и смыслов, переплетённых между собой, и пытаться понять, что они означают для того или иного сообщества:

Концепция культуры, которой я придерживаюсь и конструктивность которой пытаюсь показать в собранных в этой книге статьях, по существу семиотична. Разделяя точку зрения Макса Вебера, согласно которой человек — это животное, опутанное сотканными им самим сетями смыслов, я полагаю, что этими сетями является культура. И анализировать её должна не экспериментальная наука, занятая выявлением законов, а интерпретативная, занятая поисками значений 
Ведение антропологического дневника не должно ставить целью поиск законов, которым повинуется культура. Аналитик должен «сродниться» с изучаемым объектом, однако это практически невозможно. Недостаточно просто определить социальную динамику и её значение для того, чтобы понять то или иное сообщество, так как эти социальные динамики и их смыслы находятся внутри определённой символическое воображаемой вселенной. Эти действия определённы и понятны лишь тем, кто их осуществляет. Для всех остальных, кто не принимает в них участие, на помощь приходит аналитик, которому остаётся лишь интерпретировать:

Реально этнограф постоянно (…) сталкивается с множественностью сложных концептуальных структур, большинство их наложены одна на другую или просто перемешаны, они одновременно чужды ему, неупорядочены и нечетки, и он должен так или иначе суметь их понять и адекватно представить. Заниматься этнографией — это все равно, что пытаться читать манускрипт, — на чужом языке, выцветший, полный пропусков, несоответствий, подозрительных исправлений и тенденциозных комментариев, но написанный не общепринятым графическим способом передачи звука, а средствами отдельных примеров упорядоченного поведения 
Под основными задачами антропологии Гирц понимает «расширение границ человеческого дискурса». Культура является контекстом. Насыщенное описание этого контекста не разрывно связано с описанием поведения, социальных событий, институтов и процессов.

## Первичные и вторичные интерпретации
Антропологические исследования являются интерпретациями второго и третьего порядка, так как только носитель может осуществить первичную интерпретацию. Антропологические труды, основанные на предыдущих научных исследованиях (например, Клода Леви-Стросса) для Гирца являются работой четвёртого порядка. Таким образом, антропологические тексты являются фикцией, чем-то вымышленным, подстроенным.
Этнограф «вычерчивает» социальный дискурс: записывает его.
Таким образом, трансформируя событие из прошлого в нечто, существующей в записи, к чему можно будет в блоге время вернуться. Ссылаясь на Поля Рикёра, Гирц утверждает:

То, что мы записываем, есть noema («мысль», «содержание», «суть») речения. Это смысл акта речи, но не сам акт речи. (…) Культурный анализ состоит (или должен состоять) в угадывании значений, оценке догадок и в выводе интерпретирующих заключений из наиболее удачных догадок, но не в открытии Континента Смысла и картографировании его безжизненного ландшафта. 
По Гирцу, этнографическое описание:
- интерпретативно;
- интерпретирует социальный дискурс;
- состоит из попыток выделить «сказанное» из исчезающего потока происходящего и зафиксировать его в читаемой форме;
- микроскопично.

## Круг влияний
Гирц начинает исследование с отсылки к книге Сьюзен Лангер «Философия в новом ключе» (Langer S. «Philosophy in a new key»), в которой автор определяет произведение искусства как символ, который объединяет эмоциональную жизнь человека. Лангер, в свою очередь вдохновилась Эрнстом Кассирером, который тоже упоминается в последней главе Гирцем. Для Кассирера философия — это изучение культуры через призму символических форм, которые лежат в основе феноменологии познания.

## Рецепция
Понятие «насыщенное описание» Гирца было заимствовано социологом Алленом Скарборо, психологом Нэнси Кэмпбелл и литературным критиком Ширли Стейвом, авторами книги «Living Witchcraft: A Contemporary American Coven» (1994). В книге авторы рассмотрели викканский ковен, известный под именем Ravenswood, который проводил свои встречи в городе Атланта, штат Джорджия в начале 1990-х годов. Во введении ярко отмечается влияние Гирца на авторов. Они также подчёркивают своё намерение представить виккан не только в том виде, в котором они сами себя представляют, но и в манере, которая бы позволила «не ведьмам», в частности разносторонним и мыслящим «не ведьмам», понять, что «почувствует он или она, участвуя в ритуалах и учениях ковена Ravenwood».
Историки культуры использовали технику Гирца.
Другие примеры включают в себя исследование крыс и канализации в колониальном Ханое Майклом Г. Ванном (Michael G. Vann).